# Navalpino
Navalpino é um município da Espanha na província de Ciudad Real, comunidade autónoma de Castilla-La Mancha, de área 196,33 km² com população de 270 habitantes (2006) e densidade populacional de 1,39 hab/km².

## Demografia
| Variação demográfica do município entre 1991 e 2004 | Variação demográfica do município entre 1991 e 2004 | Variação demográfica do município entre 1991 e 2004 | Variação demográfica do município entre 1991 e 2004 |
| --------------------------------------------------- | --------------------------------------------------- | --------------------------------------------------- | --------------------------------------------------- |
| 1991                                                | 1996                                                | 2001                                                | 2004                                                |
| 360                                                 | 331                                                 | 292                                                 | 273                                                 |